# Agustín Spínola Basadone

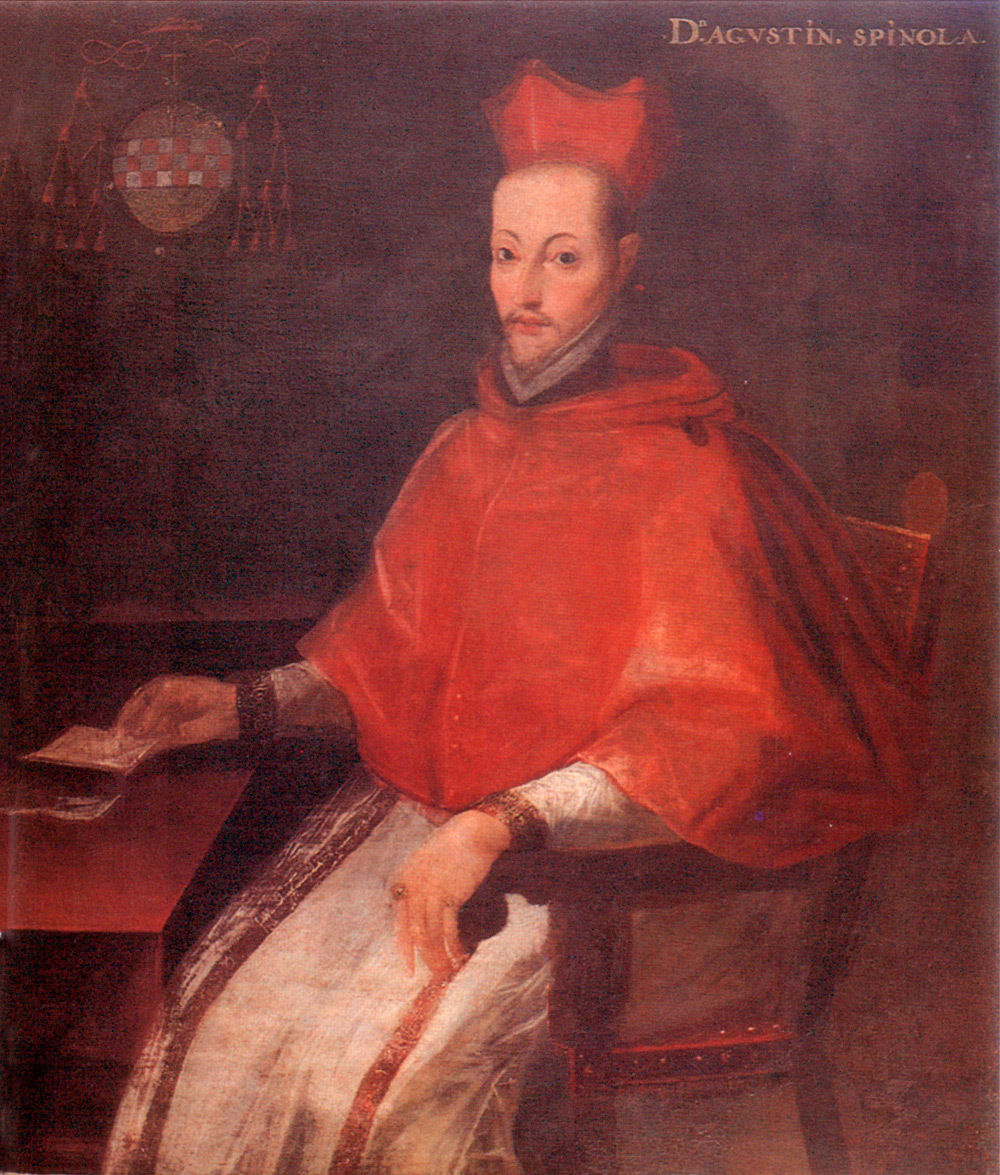
Agustín Kardinal Spínola Basadone

Agustín Kardinal (de) Spínola Basadone (* 27. August 1597 in Genua; † 12. Februar 1649 in Sevilla) war ein spanischer Kardinal der römisch-katholischen Kirche.

## Leben

Kardinalswappen (seit 1626; schematische Darstellung)

Agustín de Spínola Basadone, zweiter Sohn des Granden Ambrosio Spinola, wurde beim Konsistorium vom 11. Januar 1621 von Papst Paul V. zum Kardinal erhoben. Nach dem Tod von Papst Paul V. am 28. Januar 1621 konnte er nicht an dem Konklave am 8. und 9. Februar 1621 teilnehmen, das Alessandro Kardinal Ludovisi zum Papst Gregor XV. wählte. Er empfing aber erst im darauf folgenden Jahr 1622 die Priesterweihe. Am 5. März 1623 wurde er zum Bischof von Tortosa ernannt und empfing als solcher am 30. April 1623 die Bischofsweihe. Nach dem Tode von Papst Gregor XV. am 8. Juli 1623 konnte er vom 19. Juli 1623 bis zum 6. August 1623 nicht am Konklave teilnehmen, das Maffeo Barberini zum Papst Urban VIII. wählte. Am 18. Dezember 1623 erfolgte zudem seine Einsetzung als Kardinaldiakon von Santi Cosma e Damiano.
Am 7. September 1626 wurde Kardinal Spínola zum Erzbischof von Granada ernannt. Im Anschluss erfolgte am 23. Oktober 1630 seine Ernennung zum Erzbischof von Santiago de Compostela sowie am 24. März 1631 zusätzlich zum Kardinalpriester von San Bartolomeo all’Isola. Nach dem Tode von Papst Urban VIII. konnte er vom 9. August bis zum 15. September 1644 ebenfalls nicht an dem Konklave teilnehmen, das Giovanni Battista Kardinal Pamphilj zum Papst Innozenz X. wählte. Zuletzt wurde er am 16. Januar 1645 zum Erzbischof von Sevilla ernannt und verblieb im Erzbistum Sevilla bis zu seinem Tode am 12. Februar 1649.